# Maîtresse
Maîtresse (literal, "Maestra", "Amante") es una película francesa de drama romántico estrenada en 1975 y dirigida por Barbet Schroeder. Está protagonizada por Bulle Ogier y Gérard Depardieu. La película causó controversia en el momento de su estreno debido a sus escenas BDSM,  en particular una escena de carácter sadomasoquista. 
En Reino Unido, se impidió que la película se proyectara en los cines después de haber sido calificada negativamente por la Agencia Británica de Clasificación de Películas en 1976. Cinco años después, la película finalmente se proyectó en el país con cortes en tres escenas. Maîtresse solo se visionó sin cortes en Reino Unido tras su tercera revisión en 2003. 

## Sinopsis
Olivier es un hombre de campo que se encuentra con su amigo en París. Los dos son estafadores que planean estafas y van de puerta en puerta hasta que encuentran a una mujer, Ariane, cuya plomería necesita ser reparada. La ayudan y descubren que el dueño de abajo no está, por lo que aprovechan para robar el lugar. Sin embargo, descubren que la planta baja es en realidad la cámara de tortura de Ariane y que ella es una dominatriz profesional. Ariane esposa a los dos ladrones, pero luego libera a Olivier y le pide que la ayude con un pedido de un cliente. Rápidamente se sienten fuertemente atraídos el uno por el otro y Olivier poco a poco se obsesiona con ella.
Olivier empieza a vivir con Ariane y se da cuenta de que el trabajo de dominatriz genera más dinero del que imaginaba. Poco después descubre que ella mantiene a un hijo con su trabajo y que hay misterios que la involucran a ella y a un empresario. A medida que su amor crece, Olivier intenta comprender la situación y tomar el control de Ariane, quien cree que tiene miedo de su trabajo y necesita ayuda, pero ella lo niega, afirmando que le encanta ser una dominatriz y no quiere renunciar a esa vida. .

## Reparto
- Gérard Depardieu : Olivier.
- Bulle Ogier : Ariane.
- André Rouyer : Mario.
- Nathalie Keryan : Lucienne.
- Roland Bertin: cliente.
- Tony Taffin : Emile.
- Holger Löwenadler : Gautier.